# Endel (Visbek)

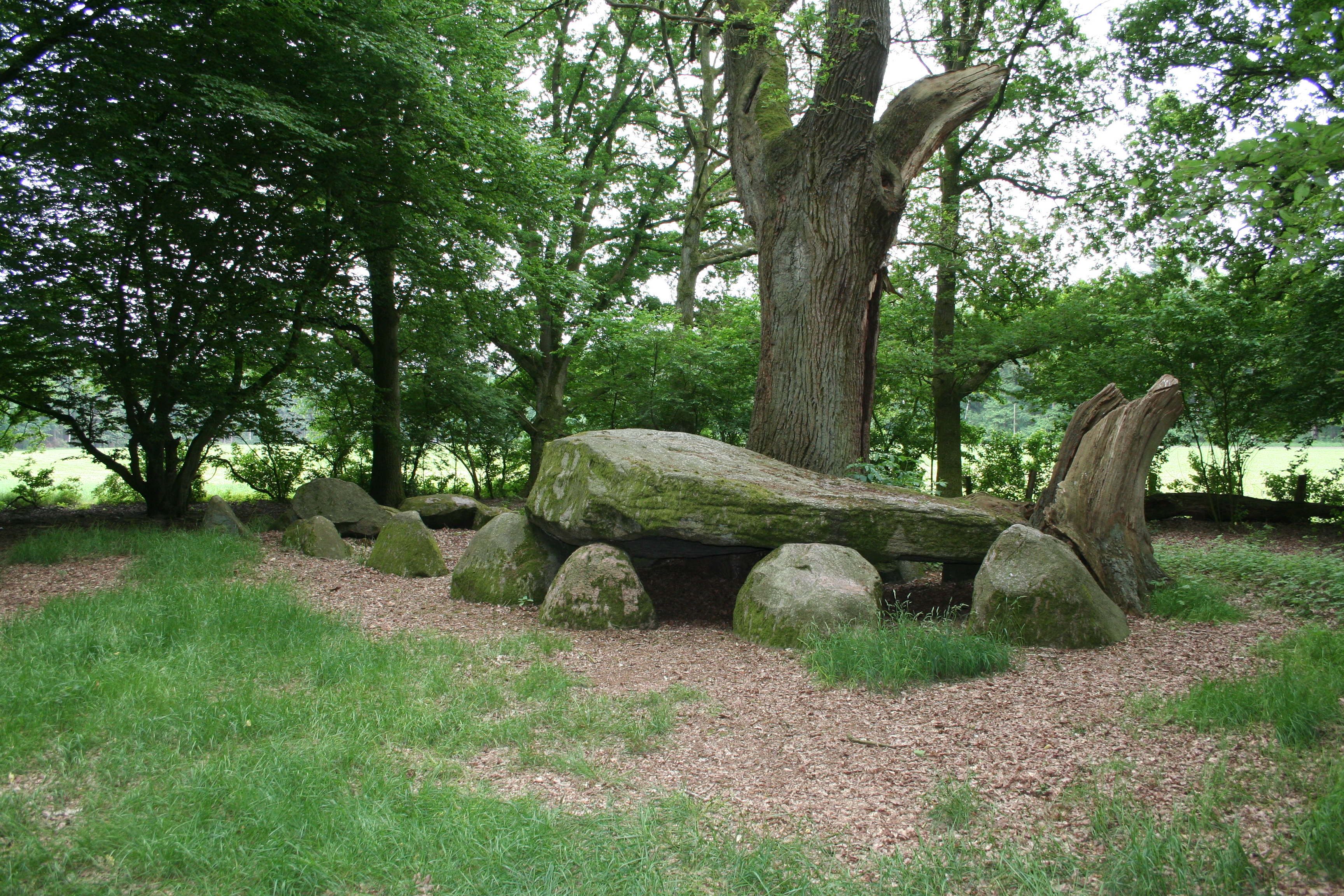
Der „Heidenopfertisch“ in Engelmannsbäke

Endel ist eine 252 Einwohner zählende Bauerschaft im Nordwesten der Gemeinde Visbek im südoldenburgischen Landkreis Vechta in Niedersachsen.

## Geographie
Der Visbeker Ortsteil Endel liegt in der Cloppenburger Geest, rund vier Kilometer nordwestlich des Visbeker Ortskerns. Der löss-lehmgeprägte Tieflandbach Twillbäke, ein Nebenfluss der Aue, bildet die östliche Ortsgrenze, während die Aue selbst im Wesentlichen die Begrenzung der Bauerschaft und damit des Landkreises Vechta nach Norden und Westen darstellt. Die südöstliche Ortsgrenze folgt schließlich einer ungefähren Verbindungslinie von Gut Stüvenmühle bis zur Twillbäke auf Höhe der Flur Bei der Reckenmühle, etwa fünfhundert Meter unterhalb der Bullmühle. Die flach-wellige Topographie der Bauerschaft wird durch Heide- und Auenlandschaften geprägt und bewegt sich auf Höhen von etwa 40 bis 50 m ü. NHN, der Kern des Ortes selber nahe der Marien-Kapelle befindet sich auf einer Höhe von ca. 48 m ü. NHN, während der tiefste Punkt im äußersten Nordosten der Bauerschaft an der Einmündung der Twillbäke in die Aue auf einer Höhe von ca. 28 m ü. NHN liegt.
Längs der Aue und der Twillbäke erstrecken sich die naturnahen feuchten Niederungen des Naturschutzgebiets "Bäken der Endeler und Holzhauser Heide".

## Wappen
Das Endeler Ortswappen zeigt eine Abbildung des Großsteingrabes Heidenopfertisch.

## Verwaltung der Bauerschaft
Endeler Bezirksvorsteher ist Franz Zurwellen (Stand 19. Februar 2020).

## Verkehr
Endel liegt an der Landesstraße L 880 von Ahlhorn nach Bahnhof Goldenstedt; die Autobahn A 1 verläuft nordwestlich in etwa zwei Kilometern Entfernung. Im Rahmen der Verkehrsgemeinschaft Landkreis Vechta ist Endel durch die Buslinien von Moobilplus Landkreis Vechta (moobil+) in den ÖPNV des Oldenburger Münsterlandes eingebunden.

## Sehenswürdigkeiten
- Die katholische Marienkapelle ist eine Fachwerkbau mit Dachreiter und querovalen Fenstern. Die Bauernkapelle ist im Inneren niedrig und mit Balken gedeckt,[5] ihre Gründung wird auf das Mittelalter zurückgeführt. Im Dreißigjährigen Krieg wurde die Kapelle schwer beschädigt, jedoch 1694 wieder neu errichtet. Das Kirchlein sollte 1830 wegen Baufälligkeit abgebrochen werden. Dies unterblieb aber und es fand eine notdürftige Restauration statt. Von 1883 bis 1884 erfolgte der gründliche Umbau der Kapelle,[6] und sie wurde schließlich 1965 in der heutigen Form restauriert. Das Gotteshaus hat 50 Sitzplätze und eine Glocke aus Bronze.[7][8]
- Nördlich der Marienkapelle befindet sich Haus Marienstein, ein Zentrum der Schönstattbewegung mit angegliedertem Schönstattkapellchen. Auf dieses läuft ein Kreuzweg zu, der aus Findlingen mit auf ihnen angebrachten Kupferreliefs besteht.
- Die Wassermühlen Kokenmühle, Neumühle und Stüvenmühle sind Stationen der Niedersächsischen Mühlenstraße, wobei die Kokenmühle und die Stüvenmühle sich am Westufer der Aue befinden und damit jenseits der Visbeker Gemeindegrenzen im Landkreis Cloppenburg liegen.[9]
- Das überregional bekannte megalithischen Großsteingrab „Heidenopfertisch“ in Engelmannsbäke stammt aus der jungsteinzeitlichen „Trichterbecherkultur“ (3400–2800 v. Chr.). Gleichfalls sehenswert ist die aus demselben Zeitalter stammende Großsteingrabanlage Visbeker Bräutigam, die dem „Heidenopfertisch“ unmittelbar benachbart ist, jedoch am Nordufer des hier die Grenze zur Gemeinde Großenkneten bildenden Flusses Aue liegt.

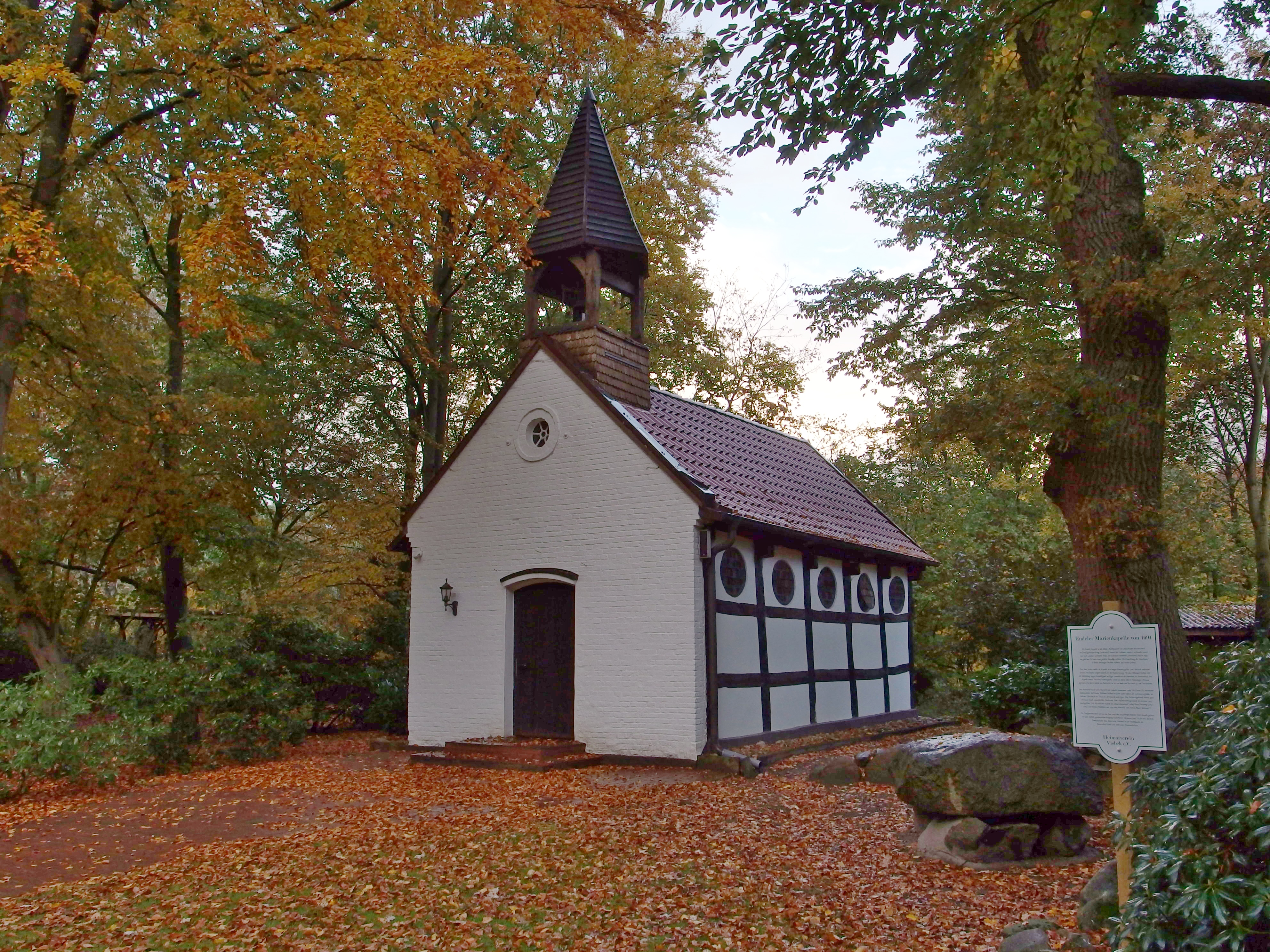
Die „Marienkapelle“ in Endel
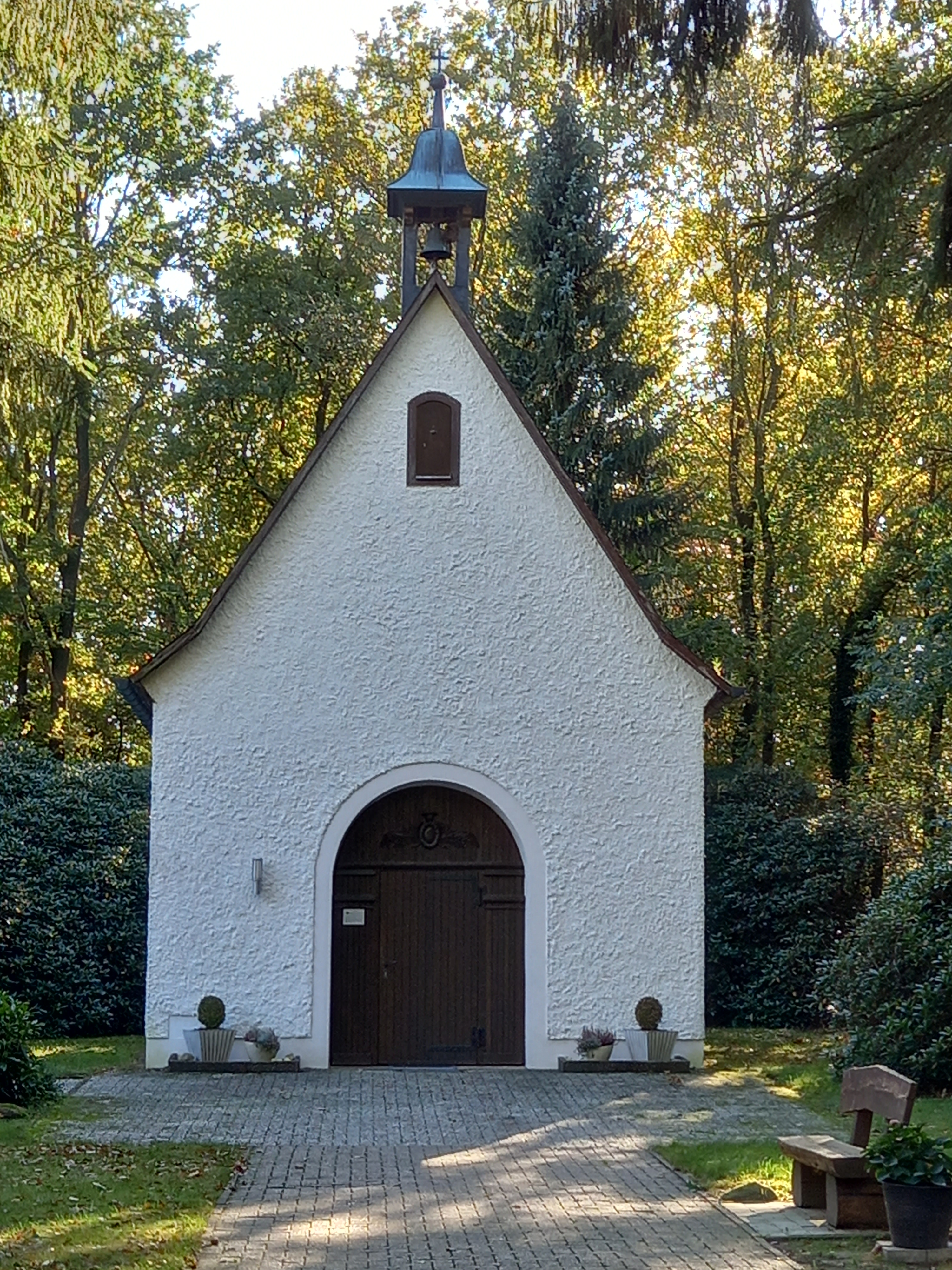
Das Schönstatt-Kapellchen in Endel
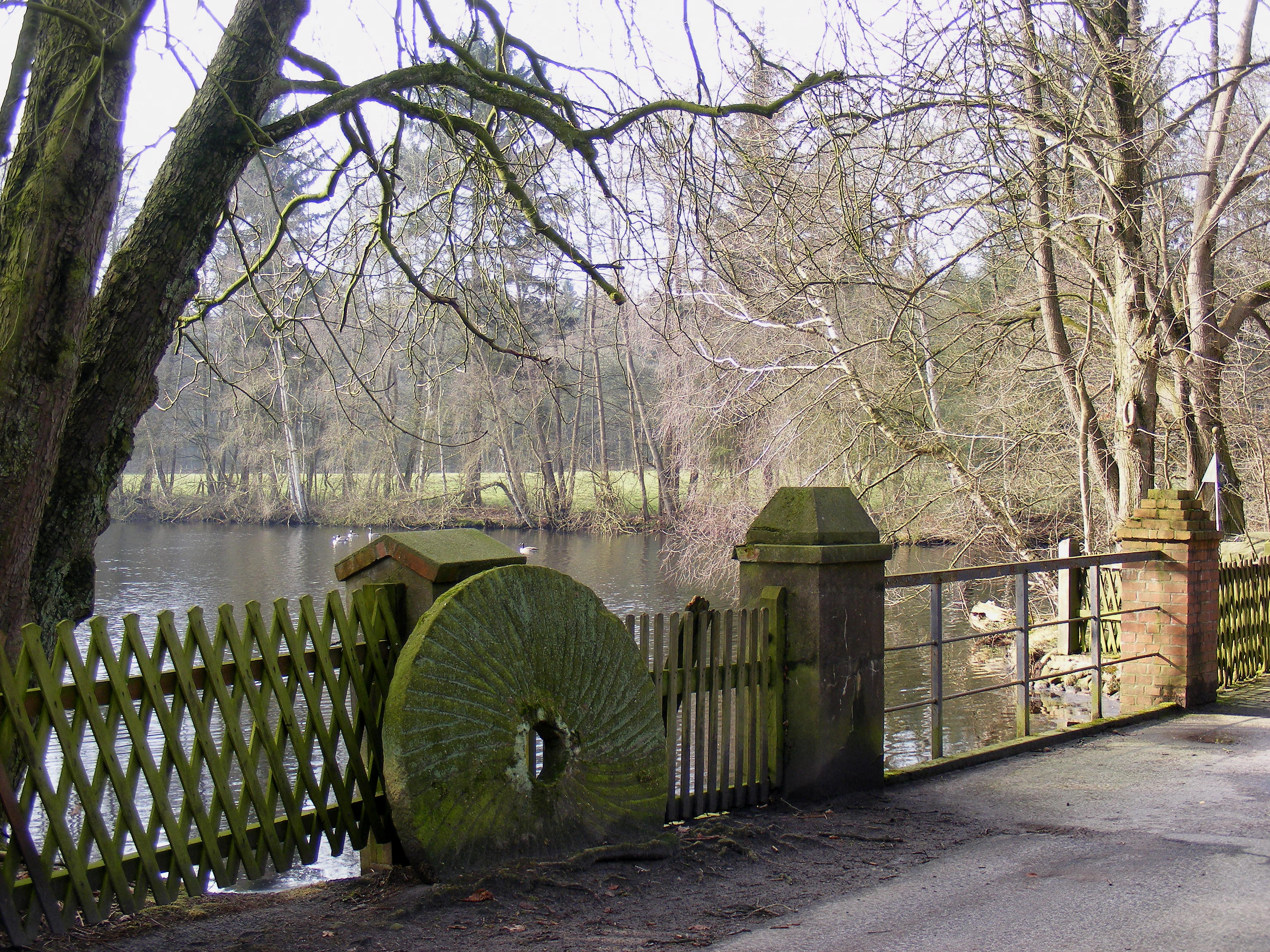
Stauwehr am Teich bei der „Kokenmühle“
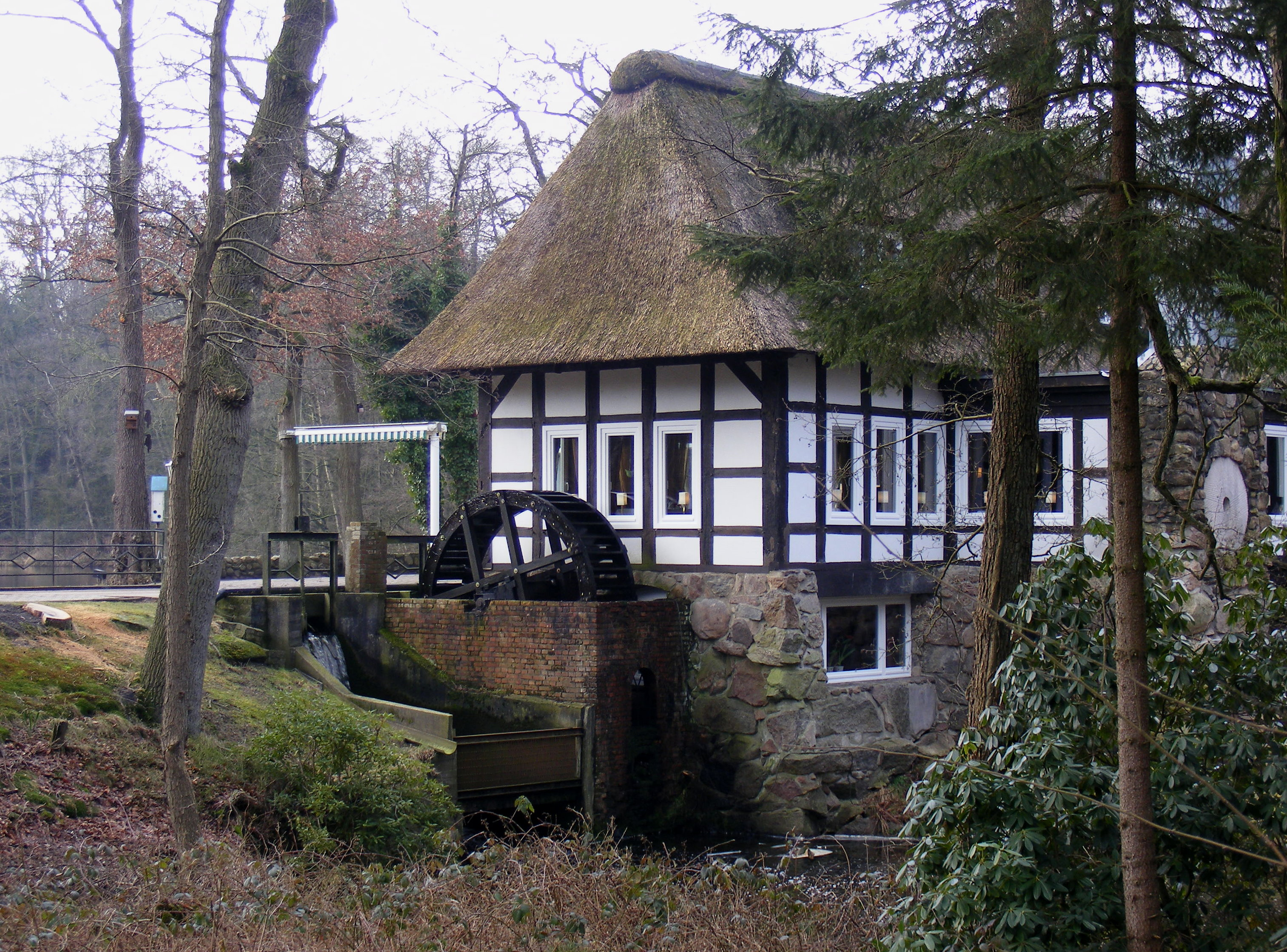
Die „Neumühle“ in Endel
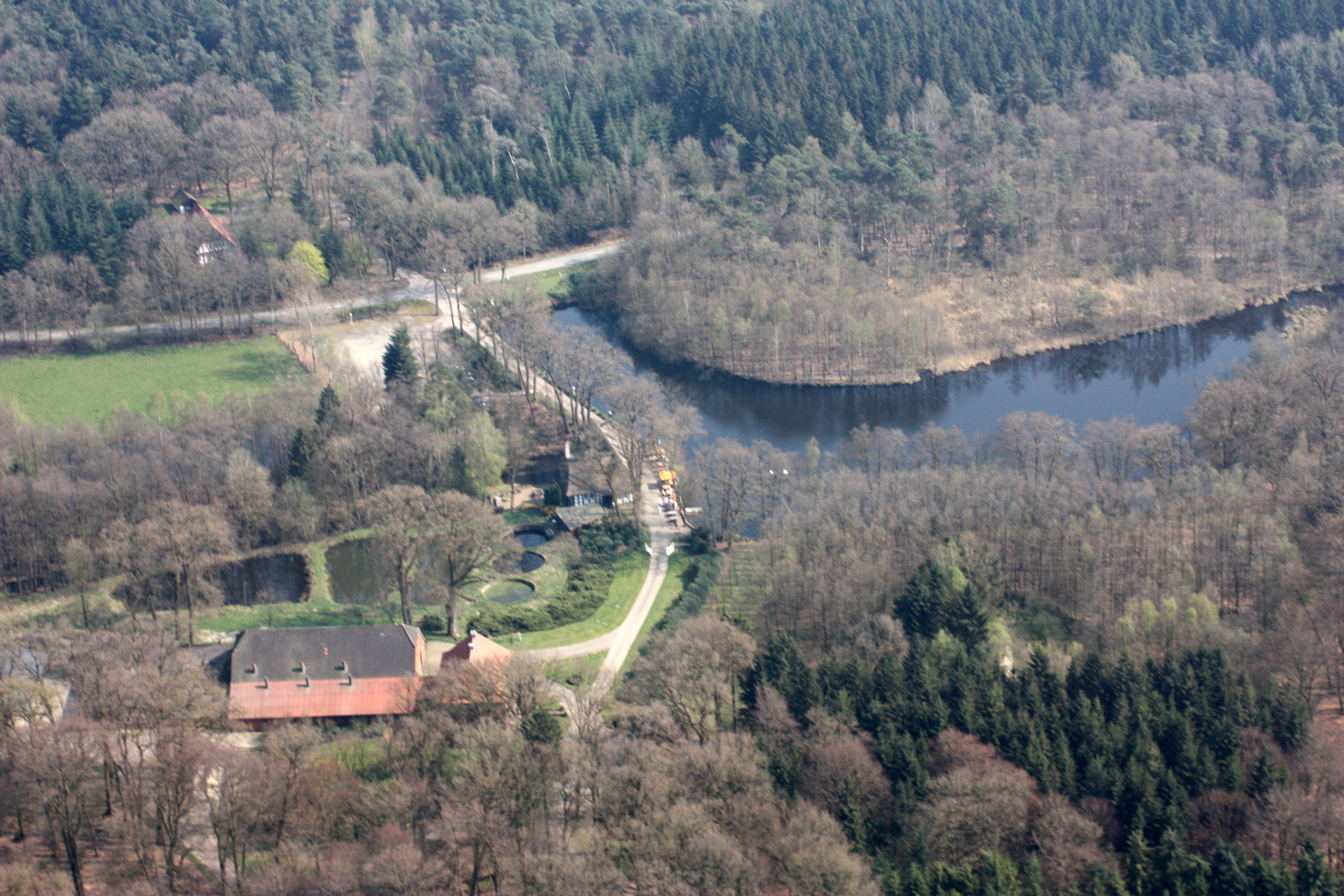
Teichlandschaft bei der „Neumühle“
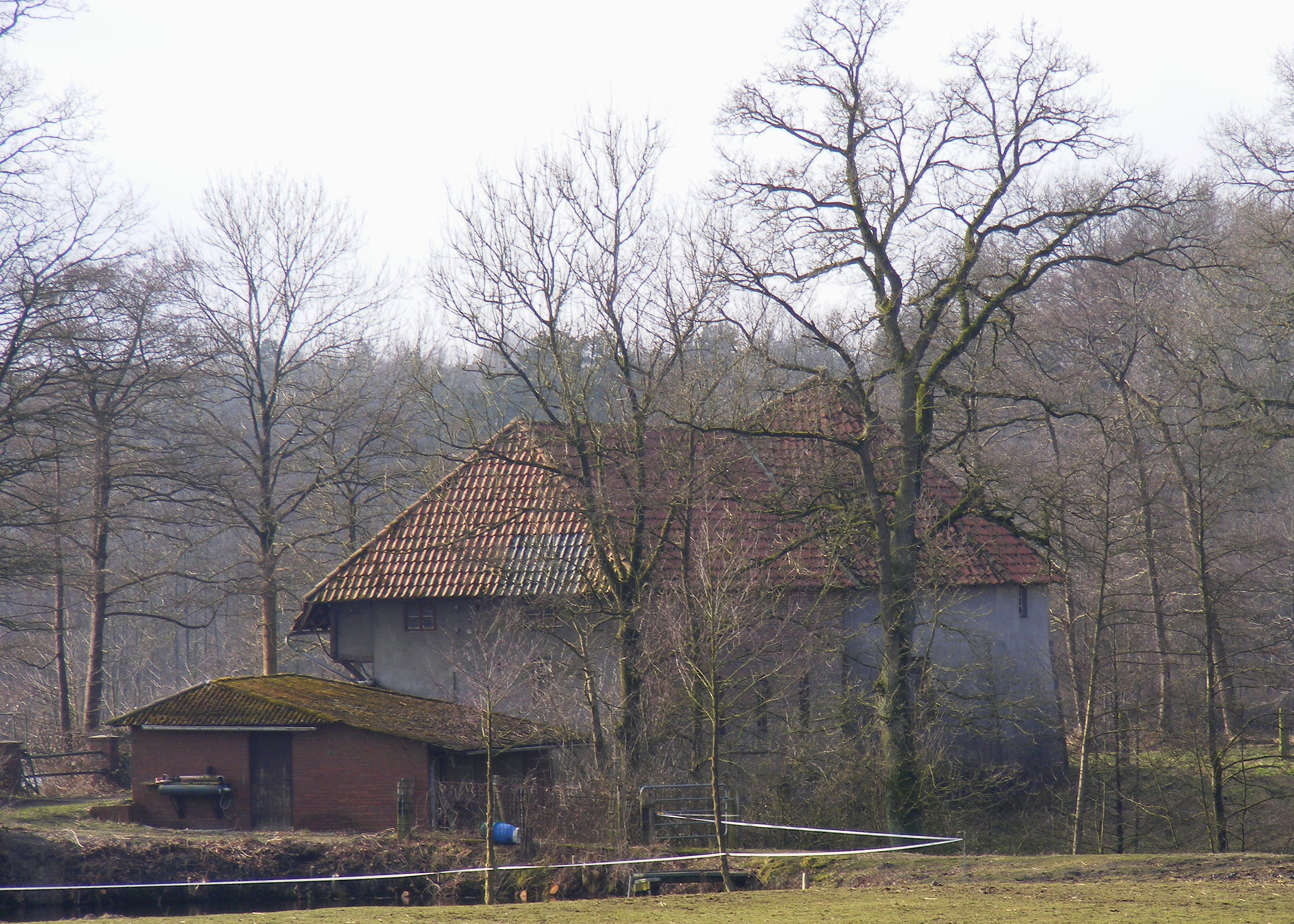
Die „Stüvenmühle“ in Endel
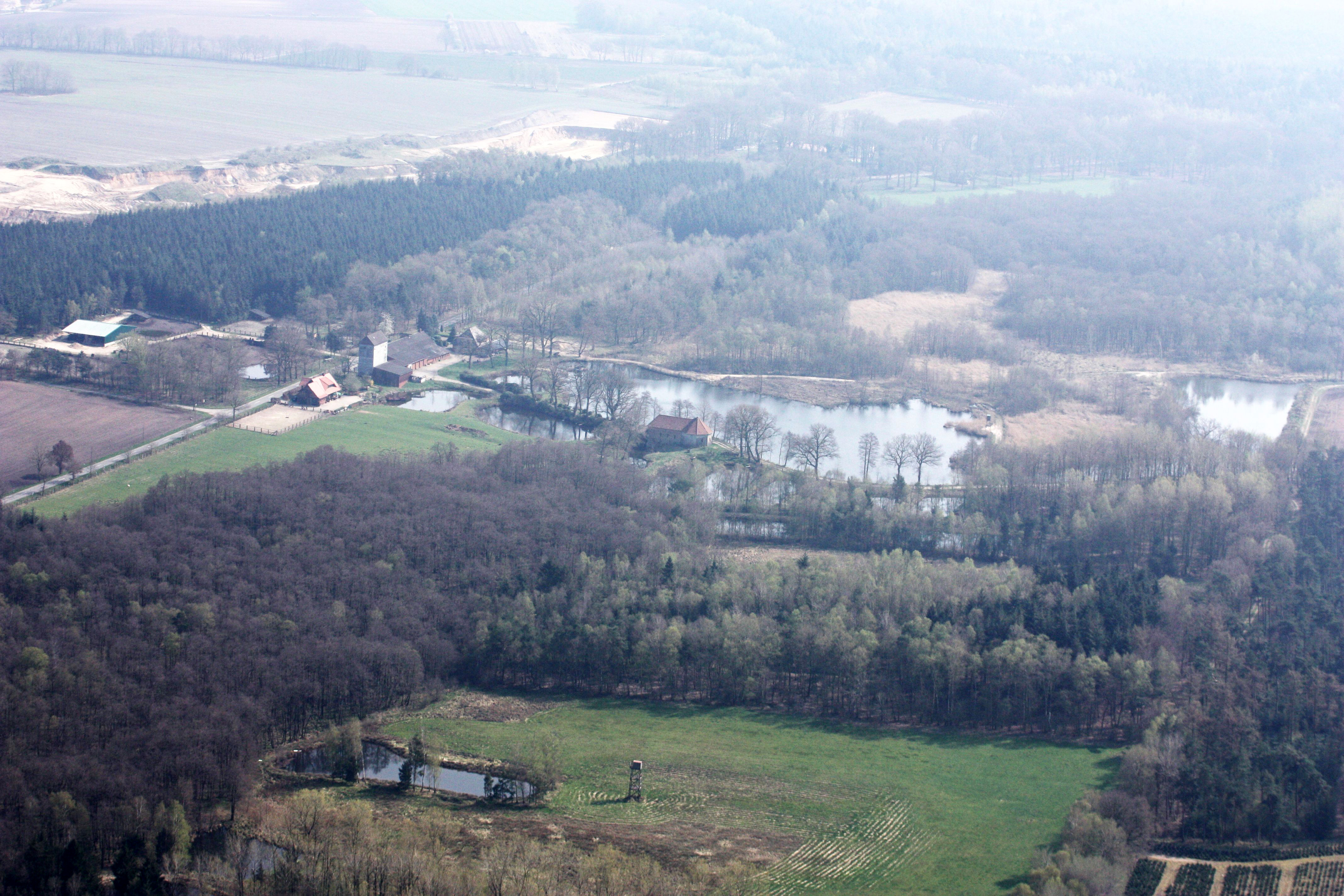
Teichlandschaft bei der „Stüvenmühle“
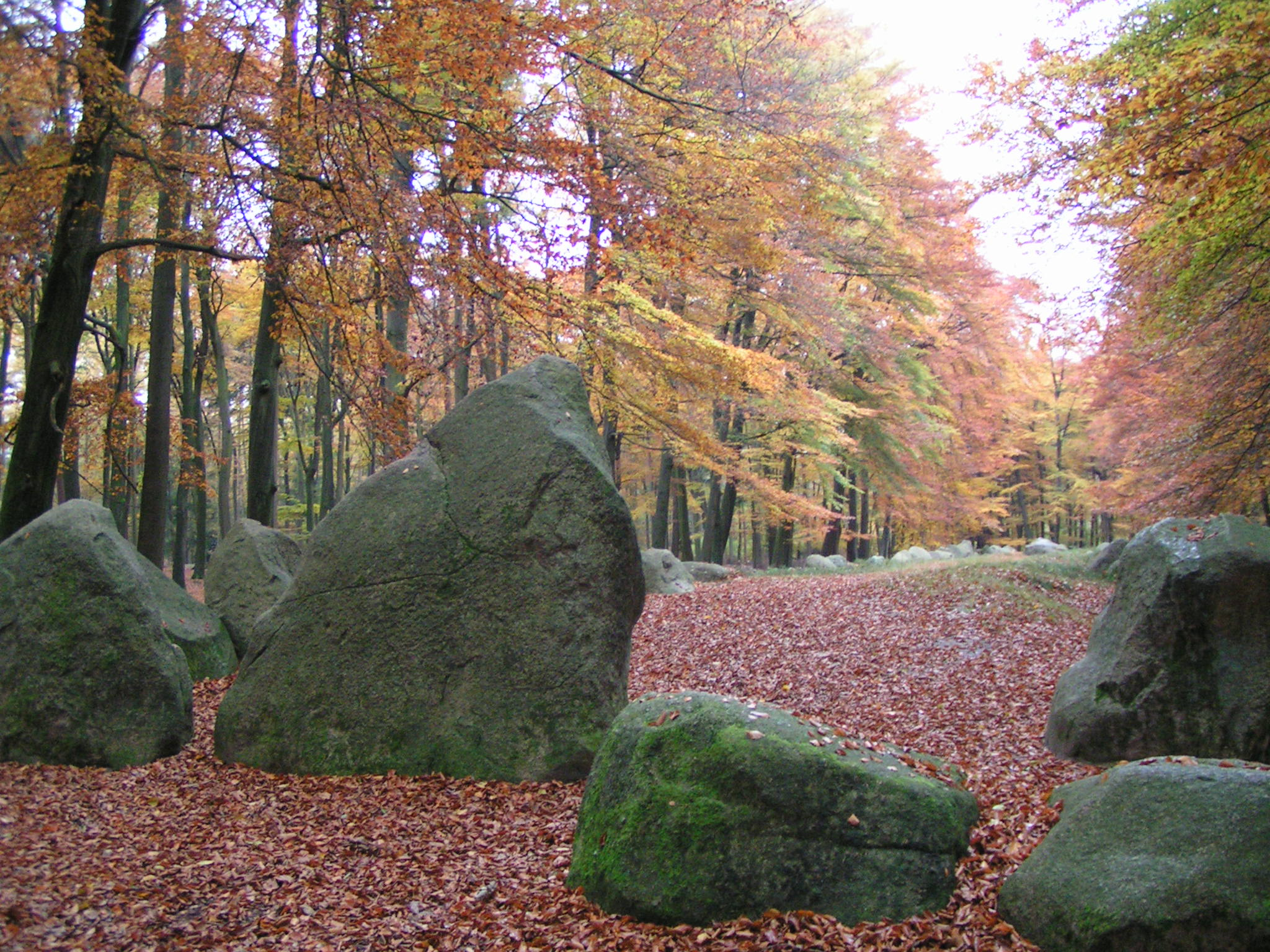
Großsteingrab "Visbeker Bräutigam"

## Kulinarische Spezialitäten
Eine regionale Spezialität aus Endel ist das dem Pumpernickel ähnelnde traditionelle sogenannte Germanen-Schwarzbrot, dass seit über fünfhundert Jahren nach Originalrezept in der Stüvenmühle gebacken wird. Am Unterlauf der Twillbäke liegt eine Forellenfarm mit Räucherei.